# Дюпюи, Жак (скрипач)
Жак Дюпюи (фр. Jacques Dupuis; 21 октября 1830, Льеж — 20 июня 1870, Льеж) — бельгийский скрипач, композитор и музыкальный педагог.
Учился в Льежской консерватории у Франсуа Прюма, затем в Париже, где начал выступать с концертами. С 1850 года и до конца жизни преподавал скрипку в Льежской консерватории, где среди его учеников был, в частности, Сезар Томсон. Возглавлял струнный квартет, с 1861 года впервые открывший в Льеже публичные камерные концерты; с квартетом также часто выступал пианист Луи Брассен. Автор двух скрипичных концертов, двух сонат для скрипки и фортепиано.